# Volvo série 900

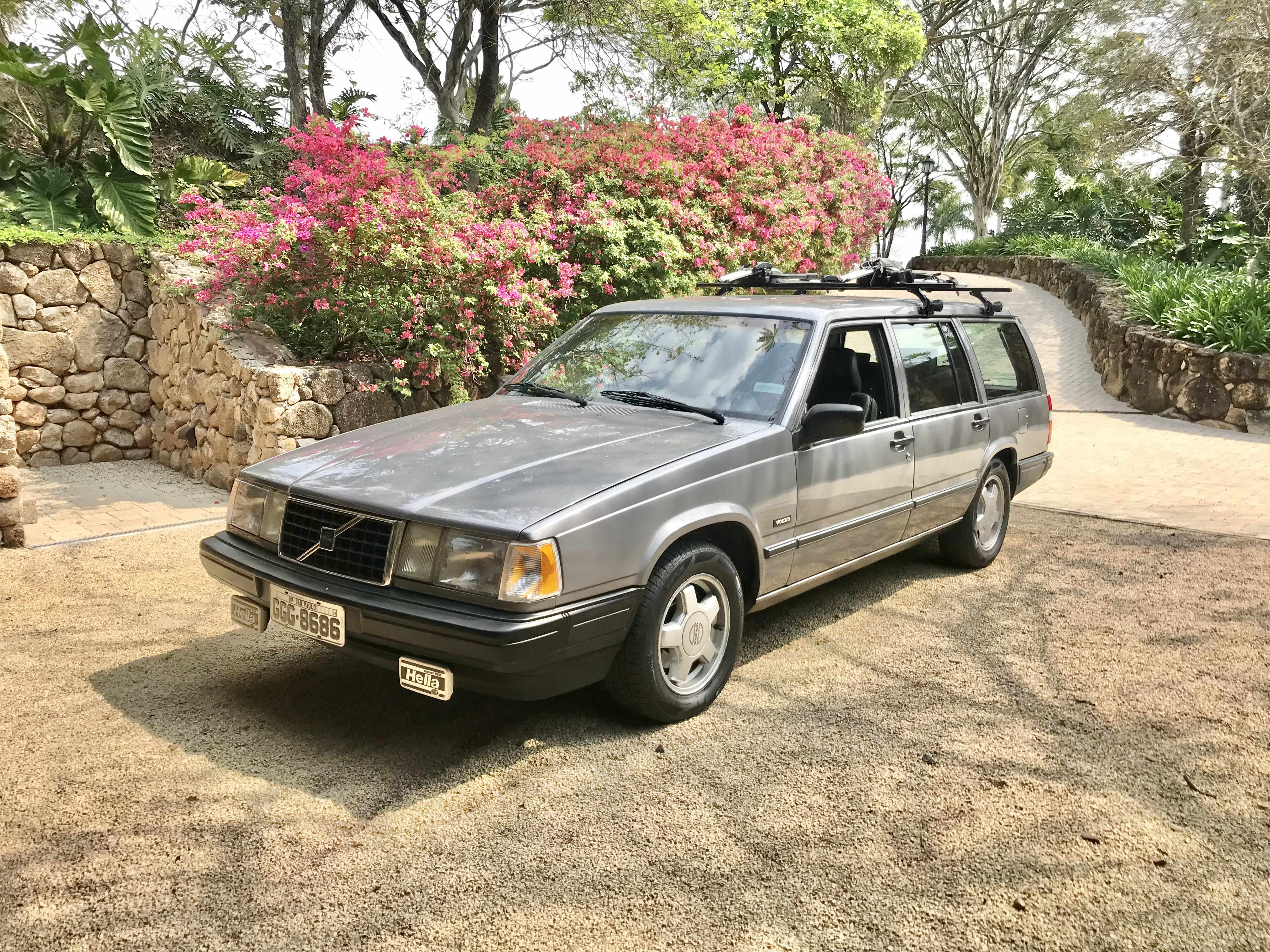
Volvo 940 Turbo 1993

A Volvo série 900 foi uma linha de carros executivos produzidos pelo fabricante sueco Volvo Cars de 1990  a 1998. A Série 900 foi lançada para substituir a Série 700 da qual foi derivada.
As diferenças visíveis entre as séries 700 e 900 eram a dianteira redesenhada e nova traseira dos modelos sedã, sendo que as últimas peruas 700 e as primeiras peruas 900 tinham traseiras idênticas.
Os modelos Volvo 960 recebiam o motor de 6 cilindros em linha, com bloco de alumínio, conhecidos como whiteblocks enquanto os veículos 940 recebiam os motores de 4 cilindros em linha, conhecidos como redblocks. Os 960 tinham acabamento superior e mais luxuoso e maior oferta de equipamentos, enquanto os 940 tinham acabamento simplificado e menor oferta de equipamentos.
O último Volvo série 900 foi vendido em 1998, mas algumas unidades de série 900 foram construídas como chassis para ambulâncias e carros funerários após o término da produção principal.
Antes do final de sua produção, os 960 foram renomeados como Volvo S90 (sedan) e Volvo V90 (perua), e o 940 foi renomeado como 940 Classic e se manteve ainda em produção para alguns mercados devido ao seu alto volume de vendas.
Os Volvo S90 e V90, descendentes diretos da linha 900, tornaram-se os últimos carros com tração traseira da Volvo até o surgimento do Volvo XC40 em 2023.

## No Brasil
Com a abertura das importações de veículos em 1991, A Volvo Car do Brasil com sede em Curitiba, PR, exibiu no Salão do Automóvel e importou a partir do final de 1992 até metade de 1993 sedans modelo 960 e algumas peruas 940 Turbo, sendo que não há indícios de sedans modelo 940 de importação oficial.

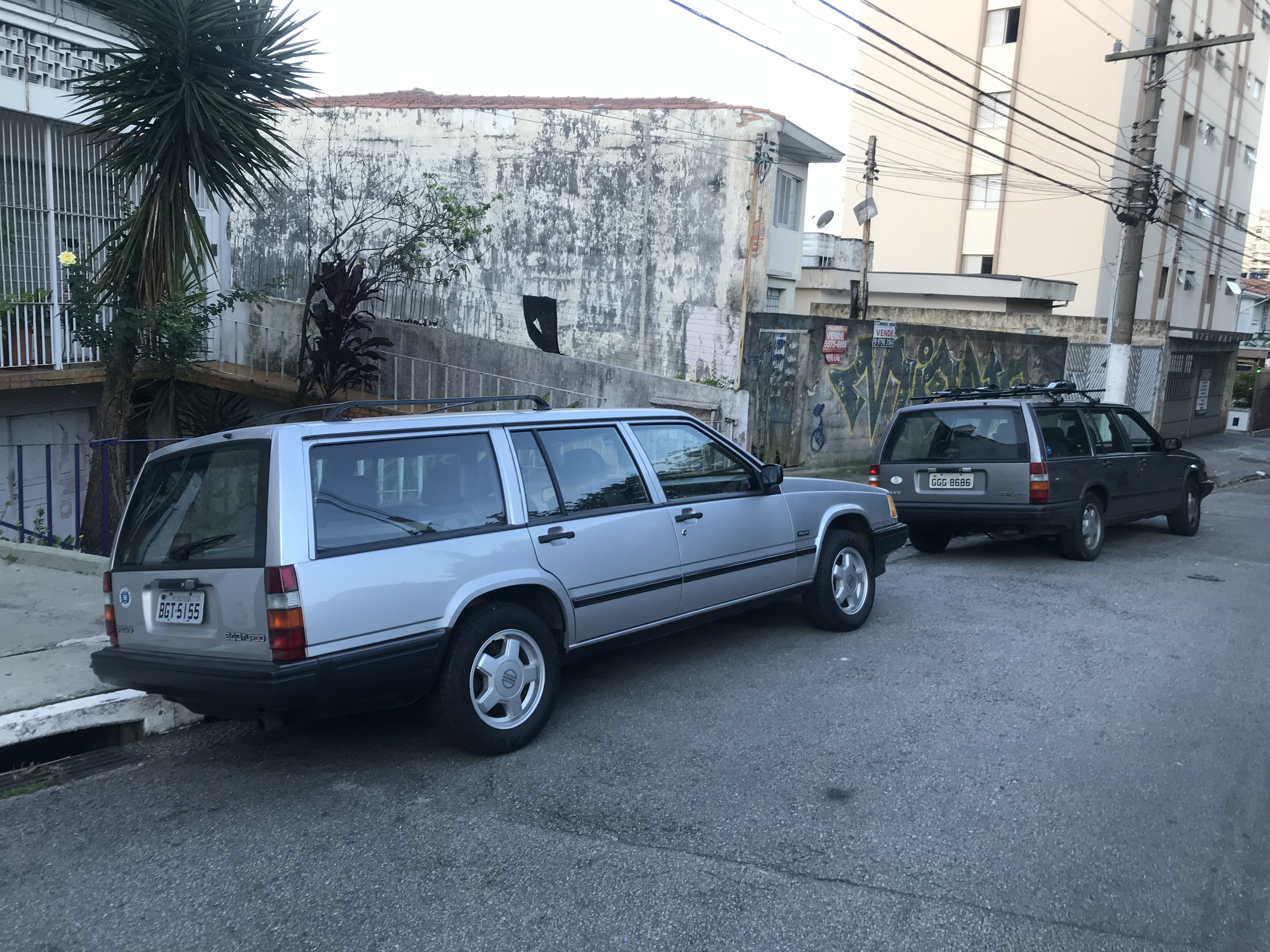
Volvo 940 Turbo 1992 e 1993 em São Paulo, SP

O sedan 960 teve bons volumes de venda, sendo uma alternativa discreta aos BMW e Mercedes-Benz oferecidos na época. Quanto à perua, devido ao seu alto custo de venda (US$ 110 mil no Brasil), todas equipadas com bancos em couro, transmissão automática Aisin-Warner AW-71 e com apenas o opcional de rodas de aro 16" (modelo Hydra) por US$ 2.500,00, estima-se que apenas 10 unidades tenham entrado no país por importação oficial sendo a maioria delas faturadas pela concessionária Volvo Vocal na Vila Olímpia, em São Paulo.
Para o ano de 1994 a Volvo Car do Brasil já disponibilizava o reestilizado Volvo 960, com linhas mais arredondadas, mas optou por não oferecer a perua 960.
Em 1996 a Volvo renomeou o sedan para S90 e a perua para V90 para alinhar a nomenclatura com os demais veículos da marca e para o Brasil, como nos modelos anteriores, a variante perua não foi oferecida.
Nesta época os volumes de vendas eram cada dia mais baixos para a envelhecida linha 960 pois o modelo 850, com preço mais atraente, desenho mais moderno e tração dianteira atraía maior número de compradores.
1. 1 2  Volvo Car Corporation (8 January 2000). «1990-1999: A historical review». www.media.volvocars.com (em inglês). Consultado em 15 de outubro de 2017 Verifique data em: |data= (ajuda)